# Zhang Nan
Zhang Nan (født 1. marts 1990) er en kinesisk badmintonspiller, som specialiserer sig i double. Han deltog under Sommer-OL 2012 i London, hvor han vandt guld i mixed double sammen med Zhao Yunlei.Parret tog også en bronze i mixed double ved sommer-OL 2016 i Rio de Janeiro. Ved mændens doubleturnering i Rio de Janeiro, vandt han guld med Fu Haifeng.